# Jürgen Holtz
Pour les articles homonymes, voir Holtz  (homonymie).
Jürgen Holtz, né le 10 août 1932 à Berlin (république de Weimar) et mort le 21 juin 2020 dans la même ville, est un acteur allemand.

## Biographie
Jürgen Holtz est apparu dans plus de 70 films depuis 1957.

## Filmographie partielle

### Au cinéma
- 1957 : La Police des mineurs intervient[2] (Berlin – Ecke Schönhauser…) de Gerhard Klein : Celui qui échange l'argent
- 1969 : Comment épouser un roi (de)[3] (Wie heiratet man einen König) de Rainer Simon : Le soldat Veit
- 1983 : L'Aéronef (Das Luftschiff) de Heiner Carow : Schotte
- 1986 : Rosa Luxemburg de Margarethe von Trotta : Karl Kautsky
- 2003 : Good Bye, Lenin! de Wolfgang Becker : M. Ganske
- 2007 : Du bist nicht allein (de) de Bernd Böhlich : M. Klotz
- 2010 : Trois (Drei) de Tom Tykwer
- 2014 : Stereo de Maximilian Erlenwein (de) : un docteur

## Récompenses et distinctions
- Prix Konrad Wolf 2014
- (en) Jürgen Holtz: Awards, sur l'Internet Movie Database